# Rocío Abreu Artiñano
Rocío Adriana Abreu Artiñano (Ciudad del Carmen, Campeche; 29 de mayo de 1974) es una política mexicana, miembro del Movimiento Regeneración Nacional. Desde el 1 de septiembre de 2018 es senadora del Congreso de la Unión por Campeche por la primera minoría. Fue diputada federal por el distrito 2 de Campeche de 2012-2015 y ha sido de 2009-2012 diputada local al congreso del Estado de Campeche por el distrito 11.

## Trayectoria política
Abreu fue diputada local al Congreso del Estado de Campeche por el Partido Revolucionario Institucional en la LX legislatura del año 2009 a 2012, siendo secretaria de la Mesa Directiva. Igualmente, ocupó una curul en la Cámara de Diputados en la LXII legislatura del Congreso de la Unión (2012-2015). Se postuló como senadora, resultando electa según del principio de primera minoría por el partido Nueva Alianza, pero al integrarse a una fracción parlamentaria lo hizo a Morena.